# Зомби-караоке
«Зомби-караоке» (англ. Scary-oke) — 1 серия 2 сезона американского мультсериала «Гравити Фолз».

## Сюжет
Стэн продолжает работать над порталом в другой мир, говоря о том, что об этом никто не должен узнать. Однако его эксперименты вызывают перебои с электричеством в Гравити Фолз, из-за чего привлекают внимание американских спецслужб.
Утром в Хижине Чудес празднуют победу над Гидеоном. Стэн и Мэйбл объявляют, что вечером будет караоке-вечеринка, после чего жители идут покупать билеты.
Диппер просит Стэна вернуть ему дневник, после чего тот отдаёт его, и говорит что она такая скучная, что он даже её не дочитал. На самом деле он втайне отсканировал все страницы ночью.
Прибывают люди из правительства и Стэн делает вид, что сувенирная лавка закрыта, дабы они к нему не пришли. В итоге, два агента всё равно заходят внутрь и заявляют, что прибыли для расследования таинственных явлений и заговоров в Гравити Фолз. Диппер, обрадовавшись тому, что он не один видит аномалии в городе, сообщает агентам о желании своего сотрудничества с ними, но Стэн говорит, что у Диппера переходный возраст, из-за чего он такой странный. Агенты дают Дипперу визитку, конфискуют сувениры и уходят. Стэн конфискует визитку у Диппера и просит его перестать заниматься всякой ерундой.
Вечером начинается караоке-вечеринка. Мэйбл объясняет суть караоке: не обязательно петь хорошо, можно петь плохо, главное — всем вместе. На вечеринке собирается весь город, кроме агентов из правительства. Диппер, подговаривая Венди, чтобы та постояла «на шухере», пока тот ищет визитку от агентов в комнате Стэна. В итоге, Диппер находит визитку, звонит агенту и говорит про свой дневник (Дневник № 3). Стэн узнаёт об этом и ругает Диппера. Диппер всё равно показывает дневник агентам, рассказывая все загадочные вещи, которые в нём написаны. Те ему не верят, говоря о том, что дядя Стэн был прав насчёт странности Диппера.
Чтобы доказать, что дневник настоящий, Диппер произносит заклинание и случайно вызывает зомби.
Агенты в шоке, мальчик успокаивает их, говоря, что зомби всего лишь один. Но потом их становится больше. Они утаскивают агентов в лес. Шум пугает людей на вечеринке, и все разбегаются. Диппер прибегает к Хижине Чудес и говорит Мэйбл, что воскресил мертвецов. Зус хочет всех спасти, но сам превращается в зомби. Диппер и Мэйбл пытаются отбиться, но у них это не очень получается. В итоге они баррикадируются внутри Хижины.
Зус сохранил часть рассудка и влез в электрощиток, в результате чего вырубил свет. Зомби, разбивая окно, проникают внутрь и один из них хватает Диппера. Тут появляется Стэн с бейсбольной битой и расправляется с частью зомби. Диппера и Мэйбл он отправляет на чердак, а позже и сам туда тоже прибегает. Стэну пришлось сказать племянникам тайну — он всегда знал о странностях Гравити Фолз, но врал им, чтобы защитить их от опасности. Потом все вдруг случайным образом узнают, что в дневнике есть текст, написанный невидимыми чернилами, который виден только под ультрафиолетовой лампой. Из текста они узнают, что зомби можно уничтожить трезвучием. Для того, чтобы победить зомби, Стэн, Диппер и Мэйбл поют, используя караоке. После смерти всех зомби они беседуют в Хижине насчёт дневника и секретов Стэна. В комнату входит зомбированный Зус. Диппер находит в дневнике лекарство от зомбирования и идёт с Мэйбл лечить Зуса.

## Вещание
В день премьеры этот эпизод посмотрели 2,37 млн человек.

## Отзывы критиков
Обозреватель развлекательного веб-сайта The A.V. Club Аласдер Уилкинс поставил эпизоду оценку «B+», отметив, что «в серии присутствует немного самоаналитического юмора, когда Зус предлагает взять на себя ответственность за нашествие зомби, полагаясь на свои энциклопедические знания фильмов ужасов, чтобы вывести всех в безопасное место, но его тут же кусают, и он переключается на стратегию, направленную на поедание как можно большего количества мозгов». Также критику понравилось то, что «семья Пайнс, стоя на крыше, пела безумную поп-песню, чтобы отогнать кучу зомби, в то время как Диппер и Стэн размышляли о том, что смерть может быть предпочтительнее».

## Криптограммы
С этой серии в титрах для расшифровки криптограммы надо использовать шифр Виженера.